# Super Parka
 (octobre 2024).
Ramón Ibarra Banda, né le 24 mai 1956 à Santa Catarina dans le Nuevo León, est un Luchador mexicain ou lutteur professionnel travaillant sous le nom de ring Super Parka.

## Carrière professionnelle

### Remo Banda (1976–1990)
Ibarra fait ses débuts dans la lutte professionnelle en 1976 sous le nom de ring « Remo Banda », luttant sans masque. Au début de sa carrière, il travaille également en tant que enmascarado Rayo Norteno (L'éclair du nord) mais perd le masque lors d'une lucha de Apuesta, ou match de pari contre El Pantera (pas l'actuel Pantera) le 18 juillet 1976. Â partir de ce moment, il lutte sous le nom de « Remo Banda ». 

## Palmarès
- Asistencia Asesoría y Administración
  - Mexican National Tag Team Championship (en) (2 fois) – avec Misterioso (catcheur) (en)[Note 1],[3]
- Consejo Mundial de Lucha Libre
  - Mexican National Tag Team Championship (en) (1 foi]) – avec Ángel Azteca[3]
- International Wrestling Revolution Group (en)
  - IWRG Intercontinental Heavyweight Championship (en)(1 fois)[4]
- World Wrestling Association
  - WWA World Junior Light Heavyweight Championship (en) (2 fois)[5],[6]

### Luchas de apuestas record
Pour un article plus général, voir Luchas de apuestas.
| Wager | Gagnant                    | Perdant                   | Lieu                      | Date             | Notes |
| ----- | -------------------------- | ------------------------- | ------------------------- | ---------------- | ----- |
| Mask  | Pantera                    | Rayo Norteno              | Monterrey, Nuevo León     | 18 juillet 1976  | [ 2 ] |
| Hair  | Remo Banda                 | Comando Ruso              | Mexico, Mexique           | 16 février 1990  | [ 2 ] |
| Hair  | Remo Banda                 | César Curiel (en)         | Mexico, Mexique           | 1er avril 1990   | [ 2 ] |
| Hair  | Remo Banda                 | Gran Cochisse             | Mexico, Mexique           | 5 mai 1990       | [ 2 ] |
| Hair  | Javier Llanes              | Remo Banda                | Mexico, Mexique           | 5 août 1990      | [ 2 ] |
| Mask  | Misterioso (catcheur) (en) | Volador                   | Tijuana, Basse-Californie | 14 juillet 1995  | [ 1 ] |
| Hair  | Pimpinela Escarlata (en)   | Volador                   | Nuevo Laredo, Tamaulipas  | 28 juillet 1997  | ,     |
| Mask  | Super Parka                | Pantera Asesina           | Durango                   | novembre 1998    | [ 2 ] |
| Mask  | Super Parka                | Black Higor               | Inconnu                   | Inconnu          | [ 2 ] |
| Hair  | Super Parka                | Zapatista                 | Inconnu                   | Inconnu          | [ 2 ] |
| Hair  | Super Parka                | Gacela del Ring           | Inconnu                   | Inconnu          | [ 2 ] |
| Mask  | Super Parka                | Black Eagle               | Monterrey, Nuevo León     | 29 août 1999     | [ 2 ] |
| Hair  | Halloween                  | Super Parka               | Tijuana, Basse-Californie | 15 octobre 1999  | ,     |
| Mask  | Super Parka                | Halloween                 | Tijuana, Basse-Californie | 24 décembre 1999 | [ 2 ] |
| Hair  | Salsero                    | Super Parka               | Tijuana, Basse-Californie | 5 juillet 2002   | ,     |
| Mask  | Super Parka                | Super Kendo               | Tijuana, Basse-Californie | 26 juillet 2002  | [ 2 ] |
| Mask  | El Hijo del Santo          | Super Parka               | Tijuana, Basse-Californie | 9 octobre 2003   | [ 2 ] |
| Hair  | Super Parka                | El Texano (catcheur) (en) | Tijuana, Basse-Californie | 25 mars 2005     | ,     |
| Hair  | L.A. Park                  | Super Parka               | Tijuana, Basse-Californie | 27 mai 2005      | ,     |
| Hair  | Super Parka                | Imagen I                  | Reynosa, Tamaulipas       | 15 octobre 2006  | [ 2 ] |
| Hair  | Héctor Garza               | Super Parka               | Monterrey, Nuevo León     | 18 mars 2007     | [ 2 ] |
| Hair  | Último Guerrero            | Super Parka               | Monterrey, Nuevo León     | 18 mars 2007     | ,     |
| Hair  | Rayo de Jalisco Jr. (en)   | Super Parka               | Tijuana, Basse-Californie | 6 décembre 2013  | [ 8 ] |